# فرنار متوج
فرنار متوج (الاسم العلمي: Furnarius cristatus) (بالإنجليزية: Crested Hornero)‏ هو نوع من الطيور يتبع جنس فرنار من فصيلة فرنارية.